# LFLS Kaunas
El Lietuvos Fizinio Lavinimosi Sąjunga Kaunas (en español: Unión Lituana de Educación Física de Kaunas), conocido simplemente como LFLS Kaunas, fue un equipo de fútbol de Lituania que alguna vez jugó en la A Lyga, la primera división de fútbol en el país.

## Historia
Fue fundado en el año 1919 en la ciudad de Kaunas justo en el inicio de la Primera Guerra Mundial como un club multicultural, ya que incluía jugadores de Lituania, Alemania, Inglaterra, Serbia y de países judíos. 
Fue el primer equipo de fútbol en crear un campo de fútbol y el que construyó el primer estadio de fútbol en Kaunas en 1922, así como el que estableció la primera liga de fútbol en Lituania en 1924. También fue el primer club que tenía a su equipo filial en la A Lyga.
El club ganó 4 de sus títulos durante el periodo de entreguerras, incluyendo las dos primeras ediciones de la A Lyga, pero el club fue disuelto al finalizar la Segunda Guerra Mundial en 1945. Se hizo un intento de resucitarlo en 1997, pero fracasó.

## Palmarés
- Lithuanian Championship (5): 1922, 1923, 1927, 1932, 1942
- Kooperacijos Cup (1): 1924

## Partidos internacionales
| Club             | Resultado | Sede     | Fecha      |
| ---------------- | --------- | -------- | ---------- |
| YMCA Riga        | 0:4       | Kaunas   | 1922-06-08 |
| Ostas Eydtkuhnen | 1:3       | Kaunas   | 1922       |
| LSB Riga         | 1:0       | Riga     | 1922       |
| Tallinna JK      | 1:7       | Kaunas   | 1922       |
| Riga FK          | 1:8       | Riga     | 1929       |
| VFB              | 2:4       | Kaunas   | 1929       |
| Europa Barcelona | 2:4       | Kaunas   | 1930       |
| Wiener AC        | 1:10      | Kaunas   | 1931       |
| Riga Vanderer    | 7:0       | Kaunas   | 1934       |
| FAC Wien         | 1:1       | Lituania | 1937       |
| Tallinna JK      | 6:4       | Tallinn  | 1937       |
| Sport Tallinn    | 0:0       | Tallinn  | 1937       |

## Jugadores

### Jugadores destacados
- Artūras Andrulis, 1936, 1938
- Steponas Darius, 1923–1924
- Antanas Lingis, 1928, 1930–1933